# 沃克雷蒂安
沃克雷蒂安（法語：Vauchrétien，法語發音：[vokʁetjɛ̃] ⓘ）是法国曼恩-卢瓦尔省的一个旧市镇，属于昂热区。2016年12月15日，沃克雷蒂安和相邻的9个市镇合并为新市镇布里萨克-卢瓦尔-欧邦斯。

## 地理
沃克雷蒂安（47°19'58"N, 0°28'36"W）面积19.73 平方千米，位于法国卢瓦尔河地区大区曼恩-卢瓦尔省，该省份为法国西部内陆省份，大致对应安茹地区，北起顺时针与马耶讷省、萨尔特省、安德尔-卢瓦尔省、维埃纳省、德塞夫勒省、旺代省、大西洋卢瓦尔省和伊勒-维莱讷省接壤。
与沃克雷蒂安接壤的市镇（或旧市镇、城区）包括：布里萨克-坎塞、费当茹、阿朗松圣母村、圣让德莫夫雷、欧邦斯河畔圣默莱纳、欧邦斯河畔苏莱讷。

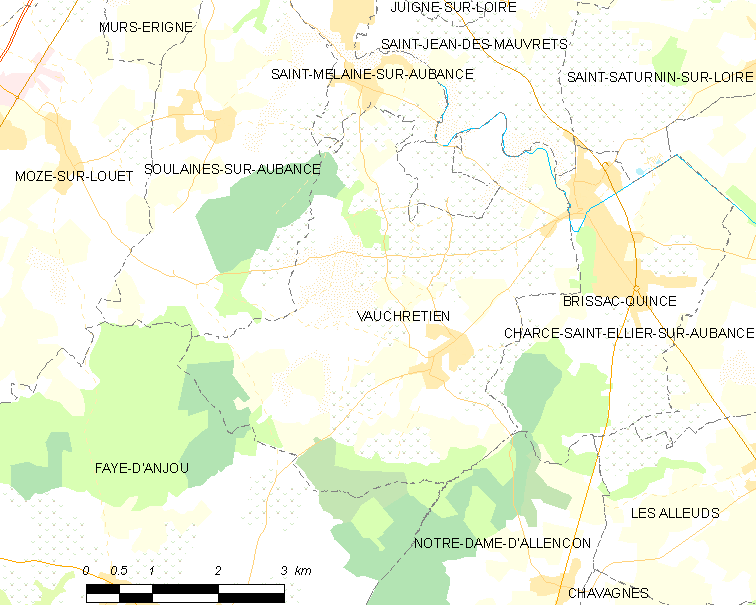
沃克雷蒂安的OSM定位图

沃克雷蒂安的时区为UTC+01:00、UTC+02:00（夏令时）。

## 行政
沃克雷蒂安的邮政编码为49320，INSEE市镇编码为49363。

## 政治
沃克雷蒂安所属的省级选区为莱蓬德塞县。

## 人口

1962-2008年间沃克雷蒂安人口变化图示

沃克雷蒂安于2018年1月1日时的人口数量为1553人。